# Emilie Hegh Arntzen
Emilie Hegh Arntzen (Skien, 1994. január 1. –) világbajnok, háromszoros Európa-bajnok, olimpiai bronzérmes norvég válogatott kézilabdázó, balátlövő, a román CSM București játékosa.

## Pályafutása

### Klubcsapatokban
Arntzen fiatalkorában a Stord, Gulset és Hercules csapataiban kézilabdázott. A 2010-2011-es szezontól a Gjerpen színeiben a norvég másodosztályban szerepelt, abban az idényben posztján a második legjobb teljesítmény nyújtva a statisztikai mutatók szerint. A 2013-2014-es idényben 196 találatával a bajnokság góllövőlistájának a második helyén végzett. 2014-ben szerződtette az élvonalbeli Byåsen HE, ahol három szezont töltött el. 2017 nyarán szerződtette a Vipers Kristiansand, amely csapattal 2017-ben és 2018-ban kupagyőztes, 2018-ban és 2019-ben pedig bajnok volt, valamint a 2018-2019-es szezonban a Bajnokok Ligája négyesdöntőjében a harmadik helyen zárt. A 2021-2022-es szezontól a román CSM București játékosa.

### A válogatottban
A norvég korosztályos csapatokkal 2011-ben az U17-es Európa-bajnokságon, egy évvel később az U18-as világbajnokságon volt bronzérmes. 2013-ba az U19-es Európa-bajnokságon negyedik volt a nemzeti csapattal. A norvég felnőtt válogatottban 2014-ben mutatkozott be. 2014-ben, 2016-ban és 2020-ban Európa-bajnoki címet szerzett a válogatottal, a 2016-os riói olimpián bronzérmes, a 2017-es világbajnokságon pedig ezüstérmes volt. 2021 decemberében világbajnoki címet szerzett.

## Család
Édesanyja, Hanne Hegh olimpiai ezüstérmes válogatott labdarúgó.

## Sikerei, díjai
Vipers Kristiansand
- Norvég bajnok: 2018, 2019, 2020, 2021
- Norvég Kupa-győztes: 2017, 2018, 2019, 2020
- Bajnokok Ligája-győztes: 2021
  - 3. hely: 2019
- EHF-kupa-döntős: 2018